# Gerdāveh
Gerdāveh (persiska: گِردَوِه, گِردِوَ, گرداوه) är en ort i Iran.   Den ligger i provinsen Kohgiluyeh och Buyer Ahmad, i den centrala delen av landet, 500 km söder om huvudstaden Teheran. Gerdāveh ligger 1 626 meter över havet och antalet invånare är 604.
Terrängen runt Gerdāveh är huvudsakligen kuperad. Gerdāveh ligger nere i en dal. Runt Gerdāveh är det ganska tätbefolkat, med 75 invånare per kvadratkilometer. Närmaste större samhälle är Sīsakht, 14,0 km öster om Gerdāveh. Omgivningarna runt Gerdāveh är i huvudsak ett öppet busklandskap.